# 제니트-2

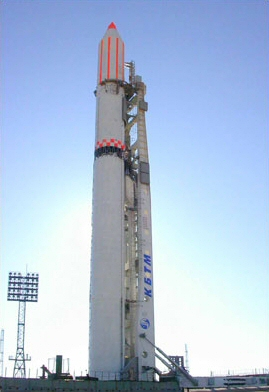
제니트-2

제니트-2(Zenit-2)는 1985년에 발사된 소련의 우주발사체이다. 1단은 RD-171 1개를 사용하며, 2단은 RD-120과 RD-8을 사용한다.

## 역사

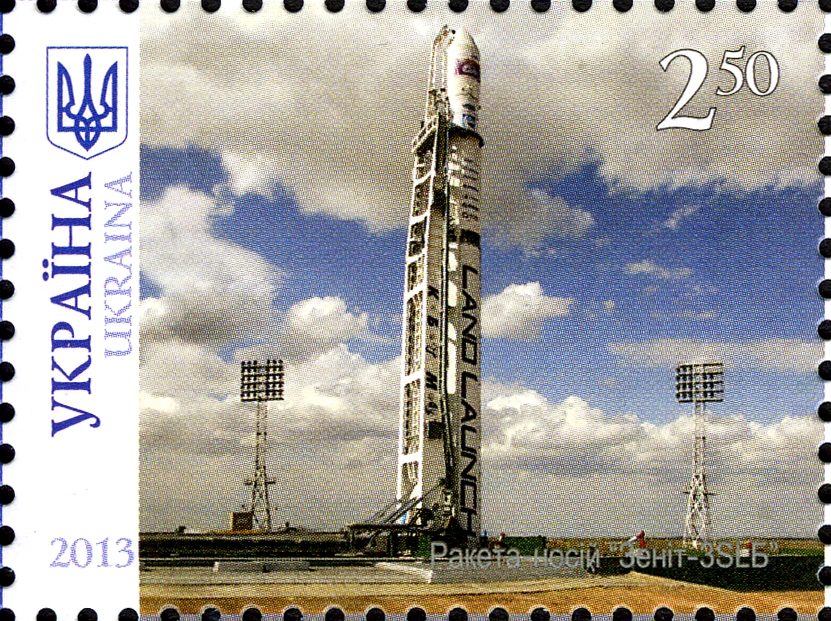
2013년 제니트-3M 우크라이나 기념우표

제니트 2호는 1985년 최초 발사했다. 모두 37회 발사했으며, 6회 실패했다. 2004년에 마지막 발사했다.
소유즈 로켓이 7톤, 프로톤 로켓이 20톤의 인공위성을 발사하는데, 제니트 2호는 그 중간인 15톤 인공위성을 지구 저궤도에 발사한다.
개량형인 제니트-2M을 2007년, 2011년 2회 발사하고 퇴역했다. 현재는 3.75톤 인공위성을 정지궤도에 운반하는 제니트-3M이 사용중이다.

## 대한민국
나로호 1단은 200톤 추력 RD-151 엔진을 1개 사용한다. 4개 묶은 것이 800톤 추력 RD-171 엔진이며, 제니트 2호의 1단이다. 나로호는 출력을 줄여서 170톤 추력으로 발사되었다.